# Route départementale 455 (Alpes-de-Haute-Provence)
Pour les articles homonymes, voir Route départementale 455.
La route départementale 455, abrégée en RD 455 ou D 455, est une des Routes des Alpes-de-Haute-Provence, qui relie le col de Montfuron à Montfuron.

## Tracé du Col de Montfuron à Montfuron
- Col de Montfuron
- Montfuron